# 奇特雷區
奇特雷區（西班牙語：Distrito de Chitré），是巴拿馬的一個行政區，位於該國中南部，由埃雷拉省負責管轄，始建於1848年，面積87.8平方公里，2010年人口50,684，人口密度每平方公里577.27人。